# Kamenica (żupania zagrzebska)
Kamenica – wieś w Chorwacji, w żupanii zagrzebskiej, w gminie Preseka. W 2011 roku liczyła 64 mieszkańców.